# 田中爽一郎
田中 爽一郎（たなか そういちろう、1994年1月15日 - ）は、日本の俳優。MALLOW st.所属

## 来歴
大学生時に映画館で沖田修一監督作品『横道世之介』を観たことを機に、俳優を目指し大学を辞め、上京。

## 人物
好きな映画は、エドワード・ヤン監督『カップルズ』、『ヤンヤン 夏の想い出』や、エミール・クストリッツァ監督の『黒猫・白猫』など。
趣味は、映画鑑賞とプレミアリーグ観戦。アーセナルファンを公言している。
バスケットボールを10年やっていた経験がある。子供と仲良くなるのが得意。
好きな食べ物はグラタン。得意な料理はパスタ。

## 出演

### 映画
- ガールズ・ステップ（2015年9月12日公開、東映、監督:川村泰祐）- バスケ部副部長 役
- Serenade（2017年、監督:吉田光希、「東映 presents HKT48×48人 の映画監督たち」）
- 曙光（2018年10月6日公開、スーパーサウルス、監督:坂口香津美）- 草薙陸人 役
- 同じ歩幅でなんて歩かない（2018年9月22日公開、監督:横田浩輝）- 坂 役
- ザ・フィルム・イズ・マイン（2018年、監督:平波亘）- 新人助監督 役
- dear TOKYO（2018年、監督:堀井綾香）
- 少女邂逅（2018年6月30日公開、監督:枝優花）
- 突き射す （2019年4月24日公開、監督:猫目はち） - 主演 ・幸之助 役
- 魔法少年☆ワイルドバージン（2019年12月6日公開、Vandalism、監督:宇賀那健一）
- 花に問う（（2019年、監督:猫目はち）- 主演・幸之助 役[2]
- 左様なら （2019年9月6日公開、SPOTTED PRODUCTIONS、 監督:石橋夕帆）- 滝野蓮 役
- 燃やせないゴミの日 （2019年、監督:緒方一智） - 黑瀬 役
- Canal try（2019年、監督:岩崎賢作、「Filmusic in 中川運河・春」）- 主演・山田開人 役
- 転がるビー玉（2020年2月7日公開、監督:宇賀那健一）
- アボカドの固さ（2020年9月19日公開、監督:城真也）- 中村 役
- 優しいシャツ〜カナタソウタロウの旅（2019年8月13日公開、監督:伊藤智之） - 主演・カナタソウタロウ役[3]
- 悪魔の舞を手に入れし者（2019年8月13日公開、監督:伊藤智之）- 先輩 田中役[4]
- エモーショナルレモン〜旅立ちはいつもレモンの味がする、あなたはどんな味?（2019年8月13日公開、監督：伊藤智之）- 主演・ソーイチ役
- ゆらめき（2020年、監督:古家未葵）
- アルム（2020年、監督:野本梢）
- 人形（2020年、監督:大野キャンディス真奈「SHIMPA 在宅映画制作」）
- 世田谷の優ちゃん（2020年、監督:柳英里紗）
- アポトーシス（2020年3月18日公開、監督:橋本根大）
- きいろいねこのおわり（2020年、監督:外山文治）
- お揃いの孤独（2021年、監督:横浜岳城）- 藤井竜馬 役
- ヴァニタス （2020年11月13日公開、監督:内山拓也）- 斎藤 役
- the beliebers ビリーバーズ（2020年11月14日公開、監督:平波亘）- 足立正吾 役
- 佐々木、イン、マイマイン （2020年11月27日公開、パルコ、監督:内山拓也）
- ムーンライト・シャドウ（2021年9月10日公開、エレファントハウス、監督:エドモンド・ヨウ）
- 葵ちゃんはやらせてくれない（2021年11月26日公開、キングレコード、監督:いまおかしんじ） - 平林さん 役[5]
- 幕が下りたら会いましょう（2021年12月14日公開、SPOTTED PRODUCTIONS、監督:前田聖来）- 坂口 役
- 最悪は友達さ（2021年12月14日公開、監督:日下玉巳）- 牧田直生 役
- きみは愛せ（2022年1月28日公開、監督:葉名恒星）- 武内良太 役
- この日々が凪いだら （2022年2月25日公開、Asian Shadows、監督:常間地裕）- 照屋龍希役
- さかなのこ（2022年9月1日公開、東京テアトル、監督:沖田修一）- 鉄のタナカ 役
- よく晴れた日のこと（2022年9月17日公開、監督:伊藤智之）- シロウ 役
- 餓鬼が笑う（2022年12月24日公開、監督:平波亘）- 夜光虫ツトム 役
- 怪物（2023年6月2日公開、東宝、監督:是枝裕和）
- 赫くなれば其れ（2023年7月1日公開、監督:猫目はち）- 主演・幸之助 役
- さよならエリュマントス （2023年8月11日公開、SPOTTED PRODUCTIONS、 監督:大野大輔）- ハヤト 役
- ラストホール（2023年、監督:秋葉美希）- 主演・三嶋壮介 役[6]
- 4つの出鱈目と幽霊について（2023年12月1日公開、GBGG Pruduction、監督：山科圭太）[7]
- 朝をさがして（2024年3月29日公開、SPOTTED PRODUCTIONS、監督：常間地裕）[8]

### テレビドラマ
- わたしのウチには、なんにもない。 第1話（2016年2月6日公開、NHK BSプレミアム ）- クエン酸 役
- がんばれ!アカガク駅伝部（2018年、日本テレビ教育コンテンツ内VTR ）- 主演
- のの湯 第11話（2019年6月23日公開、BS12 ）- アリッサの彼氏 役
- JKからやり直すシルバープラン 第5話（2021年12月9日公開、テレビ東京）
- かりあげクン 第1話（2023年1月7日公開、BS松竹東急）- 韓国俳優 役
- TBSスター育成プロジェクト 私が女優になる日_ season3（2023年8月13日公開、TBS）
- 姪のメイ（2023年9月8日 - 10月13日、テレビ東京） - 小津の同僚 吉田 役
- いちばんすきな花 第1話（2023年10月12日公開、フジテレビ） - 梅田 役
- 潜入兄妹 特殊詐欺特命捜査官 第5話・第6話（2024年11月2日・9日、日本テレビ）

### 配信ドラマ
- 純猥談 私たちの過ごした8年間は何だったんだろうね（2020年12月24日公開、監督:YP、松本窓、Youtube）- 主演・彼 役
- ヒビビ 全20話 （2020年、Youtube）- 主演・監督・編集
- いえない（2020年7月15日公開、監督:長屋栞奈、Youtube）
- 未来世紀SHIBUYA 第1話（2021年11月26日公開、Hulu）
- ナナフシギ 第6、8話（2021年11月26日公開、LINE VISION）
- あなたに聴かせたい歌があるんだ 第6話（2022年5月20日、Hulu）
- 可愛くなったらさようなら 第4話（2022年6月6日公開、LINE VISION）
- 朝をさがして 第1話（2023年10月2日公開、監督:常間地裕、Youtube）

### 舞台
- 劇団50%（作・演出：野川大地）
- シェアストーリー（2015年、池袋GEKIBA） - 主演・佐藤旬 役
- 夢人党（2016年、下北沢OFFOFFシアター） - 主演・向田順 役

- ACT GAME 第一回戦（2016年、池袋GEKIBA / 作:ガクカワサキ・演出:桐野翼 ） - 主演・黑澤清明 役

- イッショウガイ（2017年、新宿シアターモリエール / 作:若林佑麻・演出:谷碧人 ） - 倉持康嗣 役

- THE ENTERTAINER〜新しき旗〜（2018年、シアターグリーン BIG TREE THEATER/ 作・演出:八重島ツカサ ） - 田中 役
- ノゾミ（2019年、下北沢GEKI地下リバティ/ 作・演出:神保治暉） - 顔 役
- バーン・ザ・ハウス（2022年、シアター・バビロンの流れのほとりにて / 作:戸塚ヤスタカ・演出:松尾祐樹 ）
- オーストラ・マコンドー（作・演出：倉本朋幸）
- 盆栽（2019年、下北沢スターダスト/ 脚本:小路紘史） - ビル 役
- 単純明快なラブストーリー（2019年、下北沢 楽園） - 安井たかひろ 役
- 五月雨のカーニバル（2019年、下北沢シアター711） - 主演・⻤俵幸三 役
- 嫌いだ（2019年、下北沢スターダスト/ 脚本:小路紘史）
- 平山建設（2020年、下北沢スターダスト） - 朋 役
- 単純明快なラブストーリー（2020年、本多劇場） - 安井たかひろ 役
- 盆栽 Ⅰ& Ⅱ（2021年、下北沢スターダスト/ 脚本:小路紘史） - ビル 役
- かれのいきる（2022年、下北沢スターダスト） - 吉村 役
- さらば箱舟（2023年、吉祥寺シアター / 原作:寺山修司・台本協力:小路紘史） - おい 役

### CM
- 三井ダイレクト損害保険（2015）
- サンヨー食品「サッポロ一番 焼きそば」（2015）
- 富士通（2016）
- イグニス社「ぼくとドラゴン」 （2016）
- ヒューマントラスト「CYURICA キュリカ」（2017）
- フィリップ・モリス（2017）
- 出光ルブテクノ（2019）
- PlayStation 4（2020）
- テレビ朝日「未来をここからプロジェクト」画廊 - 馬篇（2021）
- povo（2021）
- NTTコミュニケーションズ「スマートシティ」篇（2021）

### PV
- こだまたいち「落第ブルース」（2018）
- 斗和キセキ「RAINBOW GIRL」（2019）
- キグルミだ熱狂「孤独とダンス」（2019）
- キタニタツヤ「パノプティコン」（2020）
- 東京少年倶楽部「flipper」（2020）
- にしな「ダーリン」（2020）
- AK-69「I don't wanna know」（2020）
- King Gnu 「どろん」（2020）
- maco marets「L.A.Z.Y feat. さとうもか & Shin Saikura」（2021）
- リフの惑星「spangle」（2021）
- Karin.「青春脱衣所」× 純猥談リリックビデオ（2021）
- SUKISHA「Baby Baby Baby」（2022）
- Lenny code fiction「あなたがいなくなったら」（2022）
- 井上苑子「さよなら」（2022）
- the chef cooks me「愛がそれだけ feat. 原田郁子」（2023）
- amazarashi 「ごめんねオデッセイ」（2024）[9]

### モデル
- Drowse and yet... （2018）
- ein （2019）
- AIRPAQ（2021）
- odd_（2022）

### その他
- 映画『おらおらでひとりいぐも 』Blu-ray ＆ DVDリリース記念 沖田修一 監督作品を語りつくす！座談会 - コメンテーター（2021）